# Alweston
Alweston – wieś w Anglii, w hrabstwie Dorset. Leży 25 km na północ od miasta Dorchester i 177 km na zachód od Londynu.